# Temporada 1976-77 de los Indiana Pacers
La temporada 1976-77 fue la primera de los Indiana Pacers en la NBA, tras la fusión de la liga con la ABA, donde había jugado nueve temporadas más. La temporada regular acabó con 36 victorias y 46 derrotas, ocupando el noveno puesto de la conferencia Oeste, no logrando clasificarse para los playoffs.

## Elecciones en elDraft
A ninguno de los equipos procedentes de la ABA les fue permitido participar en el Draft de la NBA.

## Draft de dispersión de la ABA
La ABA se fusionó con la NBA en 1976. De los equipos que quedaron en la ABA, cuatro se unieron a la NBA. Los dos equipos que se retiraron, los Kentucky Colonels y  los Spirits of St. Louis, tuvieron a sus jugadores asignados a un draft de dispersión elegibles por los equipos que sí se unieron a la liga.
| Puesto | Jugador        | Nacionalidad   | Equipo NBA        | Equipo ABA        | Precio  |
| ------ | -------------- | -------------- | ----------------- | ----------------- | ------- |
| 8      | Wil Jones (AP) | Estados Unidos | San Antonio Spurs | Kentucky Colonels | $50,000 |

## Temporada regular
| División Medio Oeste | División Medio Oeste | División Medio Oeste | División Medio Oeste | División Medio Oeste | División Medio Oeste | División Medio Oeste | División Medio Oeste | División Medio Oeste |
| Equipo               | G                    | P                    | %                    | PD                   | Casa                 | Fuera                | Div                  |                      |
| -------------------- | -------------------- | -------------------- | -------------------- | -------------------- | -------------------- | -------------------- | -------------------- | -------------------- |
| y-Denver Nuggets     | 50                   | 32                   | .610                 | –                    | 36–5                 | 14–27                | 15–5                 |                      |
| x-Detroit Pistons    | 44                   | 38                   | .537                 | 6                    | 30–11                | 14–27                | 12–8                 |                      |
| x-Chicago Bulls      | 44                   | 38                   | .537                 | 6                    | 31-10                | 13-28                | 10–10                |                      |
| Kansas City Kings    | 40                   | 42                   | .488                 | 10                   | 28–13                | 12–29                | 7–13                 |                      |
| Indiana Pacers       | 36                   | 46                   | .439                 | 14                   | 25–16                | 11–30                | 9–11                 |                      |
| Milwaukee Bucks      | 30                   | 52                   | .366                 | 20                   | 24–17                | 6–35                 | 7–13                 |                      |

## Estadísticas
| Rk | Jugador         | Edad | P  | PT | MP   | TC   | TCI  | %TC  | TL  | TLI | %TL  | RO  | RD  | RT  | AS  | RB  | TAP | BP | FP  | PTS  |
| -- | --------------- | ---- | -- | -- | ---- | ---- | ---- | ---- | --- | --- | ---- | --- | --- | --- | --- | --- | --- | -- | --- | ---- |
| 1  | Billy Knight    | 24   | 78 |    | 40.0 | 10.7 | 21.6 | .493 | 5.3 | 6.5 | .816 | 2.9 | 4.6 | 7.5 | 3.3 | 1.5 | 0.2 |    | 2.5 | 26.6 |
| 2  | Don Buse        | 26   | 81 |    | 36.4 | 3.3  | 7.9  | .416 | 1.4 | 1.8 | .786 | 0.8 | 2.5 | 3.3 | 8.5 | 3.5 | 0.2 |    | 1.6 | 8.0  |
| 3  | John Williamson | 25   | 30 |    | 35.2 | 8.7  | 18.1 | .480 | 3.3 | 4.2 | .784 | 0.6 | 1.9 | 2.5 | 3.7 | 1.6 | 0.2 |    | 3.4 | 20.7 |
| 4  | Wil Jones       | 29   | 80 |    | 33.9 | 5.5  | 12.7 | .430 | 2.1 | 2.8 | .744 | 2.7 | 4.8 | 7.6 | 2.4 | 1.3 | 1.0 |    | 3.8 | 13.0 |
| 5  | Darnell Hillman | 27   | 82 |    | 28.1 | 4.4  | 9.9  | .443 | 2.0 | 3.0 | .660 | 2.8 | 5.7 | 8.5 | 2.0 | 1.2 | 1.3 |    | 4.3 | 10.7 |
| 6  | Dan Roundfield  | 23   | 61 |    | 27.0 | 5.6  | 12.0 | .466 | 2.7 | 3.9 | .686 | 2.9 | 5.6 | 8.5 | 1.1 | 1.0 | 2.1 |    | 4.0 | 13.9 |
| 7  | Dave Robisch    | 27   | 80 |    | 24.6 | 4.6  | 10.1 | .455 | 2.7 | 3.2 | .832 | 2.1 | 4.8 | 6.9 | 2.0 | 0.7 | 0.5 |    | 2.1 | 11.9 |
| 8  | Mike Flynn      | 23   | 73 |    | 18.1 | 3.4  | 7.8  | .436 | 1.4 | 1.9 | .711 | 1.0 | 1.5 | 2.6 | 2.5 | 0.8 | 0.1 |    | 1.5 | 8.2  |
| 9  | Freddie Lewis   | 33   | 32 |    | 17.3 | 2.5  | 6.2  | .407 | 1.9 | 2.4 | .805 | 0.5 | 0.9 | 1.5 | 1.8 | 0.6 | 0.1 |    | 1.8 | 7.0  |
| 10 | Mel Bennett     | 22   | 67 |    | 13.6 | 1.5  | 4.4  | .344 | 1.7 | 2.8 | .599 | 1.6 | 1.9 | 3.5 | 1.0 | 0.6 | 0.5 |    | 2.3 | 4.7  |
| 11 | Steve Green     | 23   | 70 |    | 13.1 | 2.6  | 6.1  | .432 | 1.2 | 1.6 | .743 | 1.1 | 1.4 | 2.5 | 0.7 | 0.7 | 0.2 |    | 2.2 | 6.4  |
| 12 | Clyde Mayes     | 23   | 2  |    | 10.5 | 1.5  | 3.5  | .429 | 0.5 | 2.0 | .250 | 2.0 | 1.5 | 3.5 | 1.5 | 0.0 | 1.0 |    | 2.5 | 3.5  |
| 13 | Darrell Elston  | 24   | 5  |    | 8.0  | 0.4  | 2.8  | .143 | 0.2 | 0.4 | .500 | 0.2 | 1.0 | 1.2 | 0.4 | 0.2 | 0.0 |    | 1.2 | 1.0  |
| 14 | Len Elmore      | 24   | 6  |    | 7.7  | 1.2  | 2.8  | .412 | 0.7 | 0.8 | .800 | 1.2 | 1.3 | 2.5 | 0.3 | 0.0 | 0.7 |    | 1.8 | 3.0  |
| 15 | Rudy Hackett    | 23   | 5  |    | 7.6  | 0.6  | 1.6  | .375 | 1.2 | 1.8 | .667 | 0.6 | 1.4 | 2.0 | 0.6 | 0.0 | 0.2 |    | 1.4 | 2.4  |
| 16 | Jerome Anderson | 23   | 27 |    | 6.1  | 1.0  | 2.2  | .441 | 0.5 | 0.7 | .700 | 0.3 | 0.1 | 0.4 | 0.4 | 0.2 | 0.1 |    | 1.0 | 2.4  |

## Galardones y récords
| Jugador      | Galardón                                    |
| Don Buse     | Mejor quinteto defensivo de la NBA All-Star |
| Billy Knight | All-Star                                    |